# Albert MacCarthy
Albert H. „Mack“ MacCarthy (* 1. Januar 1876 in Ames (Iowa); † 11. Oktober 1956 in Annapolis (Maryland)) war ein US-amerikanischer Bergsteiger. Ihm werden mehrere Erstbesteigungen zugeschrieben, unter anderem zählt er zu den Erstbesteigern des 5959 Meter hohen Mount Logan, des höchsten Berges Kanadas und zweithöchsten des nordamerikanischen Kontinents.

## Leben
Albert MacCarthy wurde 1876 in Ames (Iowa) geboren und ging dort und in Des Moines zur Schule. Dann begann er eine Ausbildung bei der U.S. Naval Academy in Annapolis (Maryland), die er 1897 abschloss. Für zehn Jahre trat er in den Dienst der Navy. Während dieser Zeit nahm er am Spanisch-Amerikanischen Krieg teil. 1907 schied er im Range eines Lieutenant Commander aus der Navy aus.
Zwei Jahre zuvor, am 30. Mai 1905, hatte er Elizabeth Larned, genannt „Bess“, geheiratet. Ab 1909 entwickelten die beiden eine Leidenschaft fürs Bergsteigen und die Landschaft der Kanadischen Rocky Mountains. Eine von MacCarthys ersten größeren Touren war die Besteigung des Mount Daly im Waputik Eisfeld zwei Jahre später. Nach einer gemeinsamen Tour durch das Bow Valley vom  Castle Mountain nach Windermere in British Columbia erwarben er und Bess eine Ranch in Kanada, die sie in der Folge als Sommerresidenz nutzten. 1911 trat MacCarthy dem Alpine Club of Canada (ACC) bei. Im Folgejahr nahm er an der Erstbesteigung von Strathcona’s Matterhorn teil, dem zweithöchsten Berg auf Vancouver Island. Unter den weiteren Teilnehmern waren der ACC-Gründer Arthur Oliver Wheeler, dessen Sohn Edward, der die Expedition leitete, und William Wasbrough Foster. Sie tauften den Berg auf den Namen Elkhorn Mountain.
Am 31. Juli 1913 bestieg er zusammen mit Foster und Konrad Kain den Mount Robson. Dies wird als eine von zwei möglichen Erstbesteigungen des Berges angesehen. Gemeinsam mit Kain unternahm er in der Folgezeit eine Reihe von Erstbesteigungen: 10. August 1914 erreichten sie als Erste den höchsten Punkt des Mount Farnham. 1915 erstbestiegen sie eine Reihe von Gipfeln der Purcell Mountains, darunter Mount Ethelbert, Commander Mountain, Jumbo Mountain, Mount Peter, Mount McCoubrey und Spearhead Peak. Dazu kamen eine Reihe von Zweitbegehungen in diesem Gebiet. Noch im selben Jahr gelang MacCarthy die erste Solo-Begehung des Mount Sally Serena. 1916 waren sie als Erste auf Mount Louis, Howser Spire und Bugaboo Spire. Jahrs darauf bestiegen sie Mount Hungabee; mit von der Partie war Bess, als erste Frau auf diesem Gipfel. Für das Presseorgan des ACC, das Canadian Alpine Journal, verfasste MacCarthy mehrere Expeditionsberichte.
1925 wurde MacCarthy Leiter einer Expedition, der die Erstbesteigung des Mount Logan gelang. Weitere Teilnehmer waren Fred Lambart, Andrew Taylor, Allen Carpé, William Wasbrough Foster und Norman Read. Sie erreichten den Gipfel von Kanadas höchstem Berg  am 23. Juni 1925. MacCarthy wurde daraufhin zum Ehrenmitglied des ACC ernannt.
Während der Wirtschaftskrise der 1930er Jahre blieb MacCarthy vorwiegend auf einem Anwesen in der Nähe von Annapolis, wo er zur Marineschule gegangen war, und widmete sich wieder der Seefahrt. Obwohl seine Gesundheit sich in den 1940er Jahren verschlechterte, nahm er bis 1952 an Ausflügen des ACC teil. Er starb im Alter von 80 Jahren am 11. Oktober 1956 in Annapolis.